# Charlotte Hudson
Charlotte Hudson (ur. 4 stycznia 1972) – prezenterka brytyjskiej telewizji Sky One, występująca w programie Brainiac (emitowanym na kanałach Discovery Channel, Discovery Science) zajmująca się działem „I Can Do Science, Me” („Też mogę być naukowcem”), który daje szanse niedoświadczonym naukowcom na zrealizowanie swoich eksperymentów. Prowadziła również program „Brainiac:History Abuse”.